# پسوچنیتسا
پسوچنیتسا (به بلغاری: Pesochnitsa) روستایی در بلغارستان است که در شهرستان برکوویتسا واقع شده‌است. پسوچنیتسا ۶۵ نفر جمعیت دارد و ۴۷۴ متر بالاتر از سطح دریا واقع شده‌است.